# 小行星6091
小行星6091（英語：6091 Mitsuru）是一颗围绕太阳公转的小行星。1990年2月28日，圓舘金、渡邊和郎在北见发现了此天体。
这颗小行星的绝对星等为319.5953332127506等。